# Restinga Alí

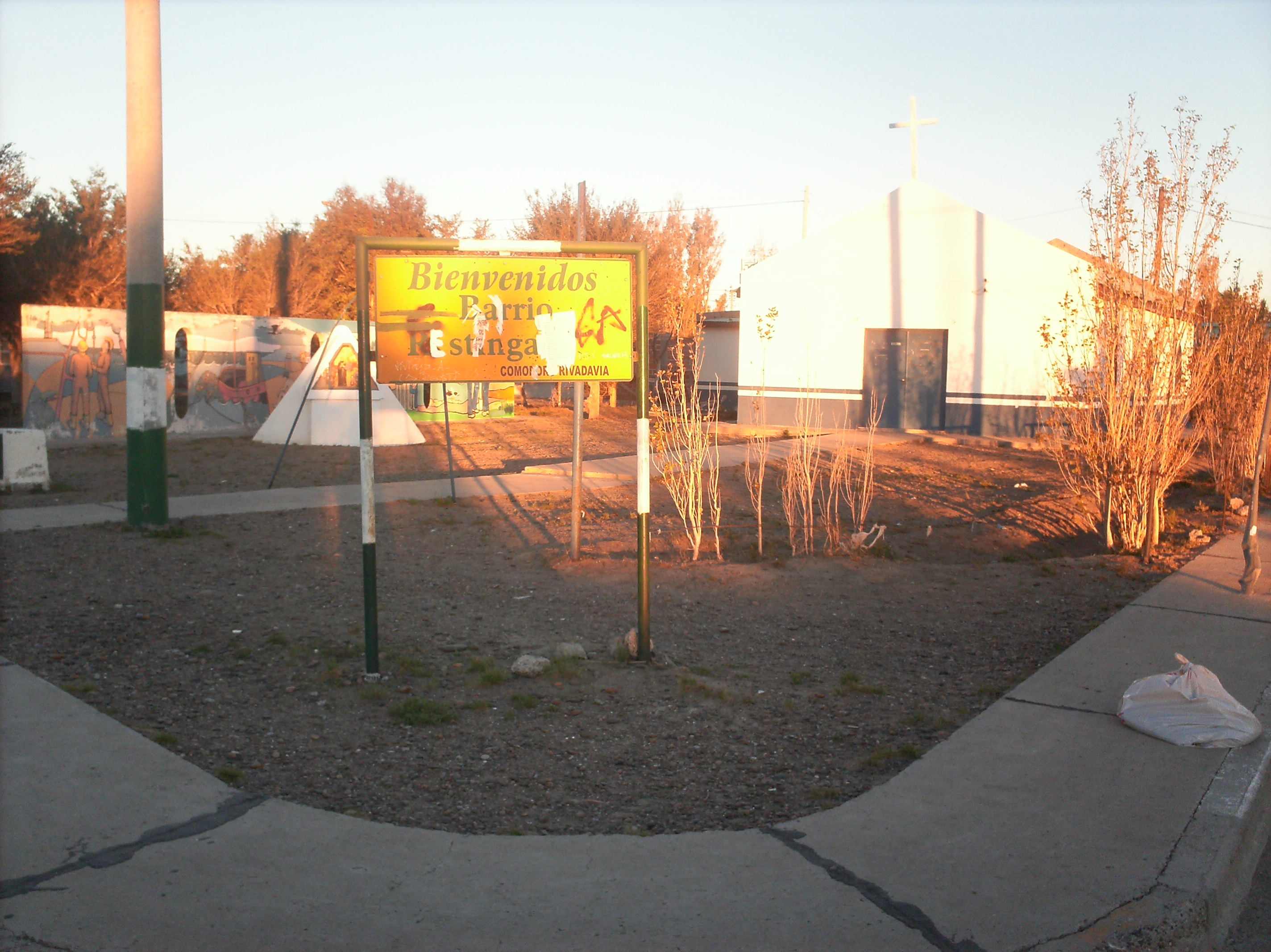
Cartel de bienvenida al barrio costero.

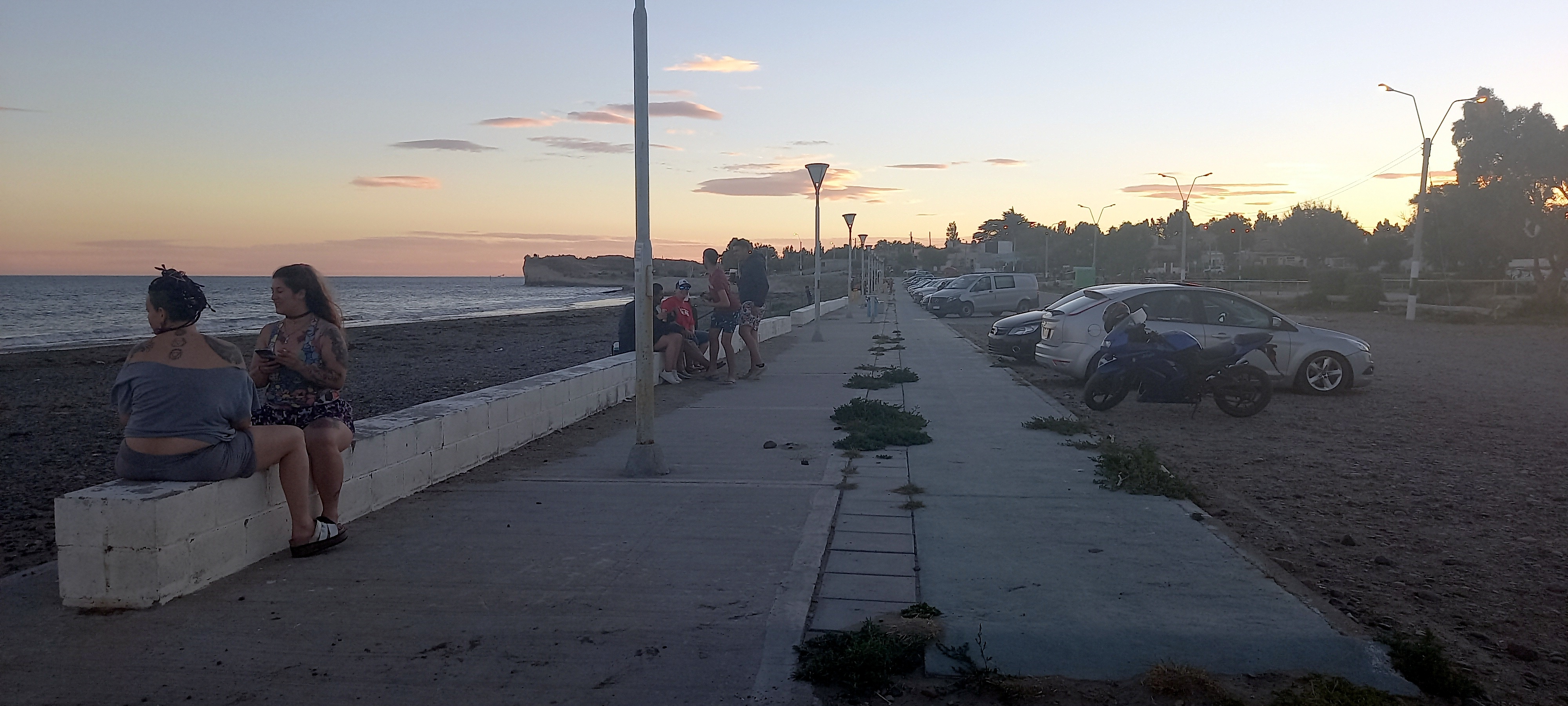
Nuevo paseo costero construido por el municipio que pone el barrio más cerca del mar.

Restinga Alí, también denominado localmente «Restinga», es un barrio comodorense que integra el municipio y aglomerado de Comodoro Rivadavia, en el departamento Escalante, provincia de Chubut, Argentina. La localidad tiene tratamiento especial por su origen como campamento petrolero y al estar separada de la administración municipal por poco más de 8 kilómetros del centro del aglomerado urbano. Por consiguiente, su tratamiento según el INDEC, es de localidad.

## Descripción
Es uno de los más importantes barrios costeros de Comodoro. Posee un crecimiento significativo y una geografía accidentada como Comodoro Rivadavia, se destacan en sus alrededores numerosas lomas de arcilla en su mayoría. En sus costas se observan acantilados y una de las playas que hasta hace unos años recientes eran una de las más bellas de la ciudad petrolera por ser de las pocas con arena. El problema que enfrenta la localidad se corresponde con la mayoría de los barrios comodorense y es el de la contaminación costera con residuos sólidos y cloacales, quedando casi inutilizada su bella playa. En 2016 recibió la obra de paseo costera con rambla de 500 y mejoras varias que la vuelven a poner de cara al mar según las autoridades. En 2022 tras cumplir 58 años la localidad recibió mejoras en su parque recreativo. Además, el municipio ejecutó el arreglo del sistema de bombeo que aportó solución con un conector cloacal licitado. Esto permitió volver a habilitar esta playa.

## Población
Contó con 1106 habitantes (Indec, 2010), en ese censo también dio 319 viviendas. Integrando así el aglomerado urbano Comodoro Rivadavia - Rada Tilly. En los años recientes del bum petrolero que vive la ciudad su población superó los 1000 pobladores, pero su vecino Don Bosco (Chubut) hoy está a menos de medio kilómetro de distancia y corre el riesgo de ser aglomerado por este a futuro.
| Gráfica de evolución demográfica de Restinga Alí entre 1991 y 2010 |
|                                                                    |
| Fuente: Censos nacionales del INDEC                                |

## Situación ambiental
La zona de Restinga Alí cobró gran relevancia cuando se descubrieron entre 1928 y 1936 los grandes yacimientos del llamado flanco norte, como Cañadón Perdido, Diadema Argentina, Escalante, Manantiales Behr, El Trébol, Pampa del Castillo, El Tordillo, etc.Desde entonces la explotación petrolera de casi 100 años dejó en los alrededores del barrios numerosos pozos petroleros activos y que hacen parte de la existencia de alrededor de 3.700 pozos (en su mayoría inactivos y correspondientes a sólo a esta compañía). Los mismos representan un importante pasivo ambiental fruto de ausencia de políticas reguladoras hasta la década de 1990. Actualmente, su saneamiento implicaría una inversión de 200.000 dólares por pozo que la empresa petrolera esquiva en pagar. A esto se debe sumar los ductos se abandonados, tanques en desuso y el necesario rastreo de material radiactivo que se manejó por la zona.
En tanto, su playa hoy está profundamente contaminada por vertientes cloacales que terminan en sus aguas. Esto hace que no sea apta para que los comodorense se bañen, o siquiera se mojen parcialmente el cuerpo. La grave situación es comportadita por los barrios Km 8, Km.5, Km 4, restos de micro barrios General Mosconi y el barrio de la zona sur Stella Maris. La solución sería ejecutar un tratamiento primario de efluente s y conducirlos 1.500 metros aguas adentro del mar, para el vertido con un grado ínfimo de contaminación. Los emisarios y plantas más prioritarios deberían emplazarse en el pK 8 y otro en Stella Maris. Sin embargo, se requieren 300 millones de dólares Nación debería financiar las obras.

## Infraestructura comunitariaArchivadoel 4 de marzo de 2016 enWayback Machine.

### Centros de Salud
Centro de Atención Primaria Bo. Restinga Alí: Mario Bravo y Rubén Darío

### Asociación Vecinal
Asociación Vecinal Barrio Restinga Alí: Melión, sin número

### Sistema Educativo
- Escuelas EGB 1 y 2
- Escuela N.º 203: José Manuel Estrada

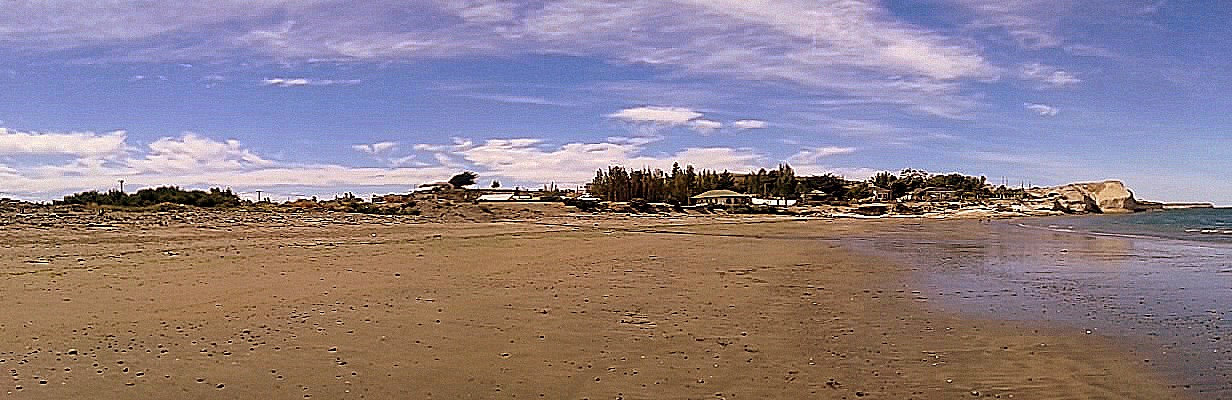
La extensa playa de arenas finas hoy contaminada.

- Rubén Darío 320